# Judith Durham
Judith Durham narozená jako Judith Mavis Cock (3. července 1943 Essendon, Melbourne – 5. srpna 2022 Prahran, Melbourne) byla australská zpěvačka a hudební skladatelka, od roku 1963 zpěvačka australské folk rockové skupiny The Seekers.
Skupina The Seekers s Judith Durhamovou se stala první australskou hudební skupinou, která dosáhla předních míst hitparád ve Spojeném království a Spojených státech amerických. Skupina po celém světě prodala přes 50 milionů desek. Judith Durham skupinu The Seekers opustila v polovině roku 1968, aby se mohla věnovat sólové kariéře. Od roku 1993 začala se skupinou znovu spolupracovat na nahrávkách i koncertech, i když zůstala i nadále především sólovou umělkyní.

## Životopis

### Mládí
Judith Durhamová se narodila jako Judith Mavis Cock 3. července 1943 v Essendonu ve státě Victoria Williamu Alexanderu Cockovi, navigátorovi a vojenskému letci, a jeho manželce Hazel (rozené Durhamová). Od svého narození až do roku 1949 žila na Mount Alexander Road v Essendonu. Když její otec v roce 1949 přijal práci v Hobartu v Tasmánii, rodina ho následovala a od počátku roku 1950 žili na předměstí Hobartu, kde Judith navštěvovala Fahan School, než se v roce 1956 přestěhovali zpět do Melbourne.
Judith Durhamová nejprve studovala hru na klavír na univerzitě v Melbourne. Po té získala několik profesionálních angažmá, přičemž měla klasický vokální trénink, hrála na klavír blues, gospel a jazz. Její pěvecká kariéra začala, když jí bylo 18 let. V té době se zeptala Nicholase Ribushe, vedoucího Jazz Bandu v Malvernu, zda by mohla zpívat se skupinou. V roce 1963 začala vystupovat v klubu s Frank Traynorem pod rodným jménem své matky Durham. V tomto roce také nahrála své první EP pro W&G Records.

### The Seekers
V roce 1963 se stala zpěvačkou skupiny The Seekers, jejímiž členy byli Athol Guy, Bruce Woodley a Keith Potger, producent rádia ABC. Díky Potgerově pozici byli všichni tři schopni ve svém volném čase natočit demo kazetu, kterou se prosadili. Na začátku roku 1964 se plavili z Austrálie do Spojeného království na lodi SS Fairsky, na které skupina zajišťovala hudební program. Původně plánovali návrat do Austrálie po deseti týdnech, ale jejich písně se líbily a tak vystoupení přibývalo. Dne 4. listopadu 1964 v EMI Abbey Road Studios nahráli skladbu „I'll Never Find Another You“. V únoru 1965 se píseň dostala na první místo ve Spojeném království a Austrálii. Skupina měla další hity, skladba "The Carnival Is Over" je stále jedním z 50 nejprodávanějších singlů ve Spojeném království. Dne 12. března 1967 skupina vytvořila oficiální australský rekord, když se na jejich vystoupení v Sidney Myer Music Bowl v australském Melbourne sjelo více než 200 000 lidí (téměř jedna desetina tehdejší populace města). Jejich televizní speciál The Seekers Down Under zaznamenal největší televizní sledovanost všech dob a začátkem roku 1968 byli všichni oceněni nejvyšším národním vyznamenáním jako „Australané roku 1967“. Na turné po Novém Zélandu v únoru 1968 Judith Durhamová oznámila, že skupinu opouští. Činnost ve skupině ukončila v červenci 1968.

### Solová kariéra
Judith Durhamová se vrátila do Austrálie v srpnu 1968. Během své sólové kariéry vydala alba s názvem For Christmas with Love, Gift of Song a Climb Ev'ry Mountain. V roce 1970 v Londýně natočila televizní speciál Meet Judith Durham. V roce 1975 hrála v epizodě australského televizního seriálu Cash and Co. V roce 1987 s Ronem Edgeworthem uspořádala sérii koncertů v The Troubadour v Melbourne, kde předvedli originály, které oba napsali.
Od roku 1993 začala znovu spolupracovat se skupinou The Seekers, především na nahrávkách, ale i koncertech. V roce 2003 zahájila turné po Spojeném království s programem "The Diamond Tour" na oslavu svých 60. narozenin. Turné zahrnovalo vystoupení v Royal Festival Hall, z kterého bylo vydáno CD a DVD. V říjnu 2011 podepsala exkluzivní mezinárodní smlouvu s nahrávací společností Decca Records. George Ash, prezident Universal Music Australasia, řekl: „Je pro mě ctí, že se Judith Durhamová připojila k úžasnému seznamu umělců Decca Records. Když si vzpomenete na legendy, které zdobily katalog Decca Records, je to ideální domov pro přivítání Judith, a nemohli jsme být nadšenější ze spolupráce na jejích nových nahrávkách i jejím katalogu písní.“

### Soukromý život
Dne 21. listopadu 1969 se v Melbourne Judith Durhamová provdala za svého hudebního manažera, britského pianistu Rona Edgewortha. Oba se rozhodli nemít děti. Judith Durhamová i její manžel byli vegetariáni, v roce 2015 se stala vegankou. Vyhýbala se také alkoholu a kofeinu. Společně žili ve Spojeném království a Švýcarsku až do poloviny 80. let 20. století, kdy si koupili nemovitost v Queenslandu. Po návratu ke skupině The Seekers bylo jejímu manželovi diagnostikováno onemocnění motorických neuronů známé také jako ALS. Zemřel 10. prosince 1994, Judith Durham byla až do jeho skonu po jeho boku.
V květnu 2013, během turné Golden Jubilee prodělala cévní mozkovou příhodu, která snížila její schopnost číst a psát. Během rekonvalescence udělala pokrok v obnově těchto dovedností. Její pěvecká schopnost nebyla příhodou ovlivněna.

## Úmrtí
Judith Durhamová se narodila s astmatem, přičemž ve čtyřech letech prodělala spalničky, které ji zanechaly celoživotní chronické onemocnění plic, bronchiektázii. Na tuto nemoc zemřela v nemocnici v Melbourne dne 5. srpna 2022 ve věku 79 let. Je pohřbena se svým manželem Ronem Edgeworthem na Botanickém hřbitově ve Springvale, ve státě Victoria.